# 科西韋齊
49°41′52″N 23°42′58″E / 49.69778°N 23.71611°E
科西韋齊（烏克蘭語：Косівець），是烏克蘭的村落，位於該國西部利沃夫州，由戈羅多克區負責管轄，始建於1680年，面積4.1平方公里，海拔高度264米，2001年人口348，人口密度每平方公里84.94人。